# La Cuelha de Perpesac
La Cuelha de Perpesac (en francès i oficialment Laqueuille) és un municipi francès situat al departament del Puèi de Doma i a la regió d'Alvèrnia-Roine-Alps. L'any 2007 tenia 392 habitants.

## Demografia

### Població
El 2007 la població de fet de Laqueuille era de 392 persones. Hi havia 166 famílies de les quals 56 eren unipersonals (32 homes vivint sols i 24 dones vivint soles), 55 parelles sense fills, 43 parelles amb fills i 12 famílies monoparentals amb fills.
La població ha evolucionat segons el següent gràfic:
Habitants censats

### Habitatges
El 2007 hi havia 263 habitatges, 168 eren l'habitatge principal de la família, 49 eren segones residències i 46 estaven desocupats. 196 eren cases i 67 eren apartaments. Dels 168 habitatges principals, 119 estaven ocupats pels seus propietaris, 41 estaven llogats i ocupats pels llogaters i 9 estaven cedits a títol gratuït; 2 tenien una cambra, 15 en tenien dues, 30 en tenien tres, 55 en tenien quatre i 66 en tenien cinc o més. 107 habitatges disposaven pel capbaix d'una plaça de pàrquing. A 89 habitatges hi havia un automòbil i a 61 n'hi havia dos o més.

### Piràmide de població
La piràmide de població per edats i sexe el 2009 era:
| Homes | Edats   | Dones |
| ----- | ------- | ----- |
| 0     | 95 o +  | 0     |
| 4     | 90 a 94 | 0     |
| 0     | 85 a 89 | 8     |
| 4     | 80 a 84 | 0     |
| 8     | 75 a 79 | 12    |
| 16    | 70 a 74 | 20    |
| 12    | 65 a 69 | 4     |
| 16    | 60 a 64 | 8     |
| 8     | 55 a 59 | 8     |
| 12    | 50 a 54 | 12    |
| 8     | 45 a 49 | 8     |
| 0     | 40 a 44 | 8     |
| 16    | 35 a 39 | 8     |
| 28    | 30 a 34 | 12    |
| 20    | 25 a 29 | 28    |
| 20    | 20 a 24 | 16    |
| 8     | 15 a 19 | 12    |
| 0     | 10 a 14 | 4     |
| 4     | 5 a 9   | 12    |
| 12    | 0 a 4   | 16    |

## Economia
El 2007 la població en edat de treballar era de 245 persones, 190 eren actives i 55 eren inactives. De les 190 persones actives 176 estaven ocupades (108 homes i 68 dones) i 14 estaven aturades (3 homes i 11 dones). De les 55 persones inactives 15 estaven jubilades, 22 estaven estudiant i 18 estaven classificades com a «altres inactius».

### Ingressos
El 2009 a Laqueuille hi havia 156 unitats fiscals que integraven 335 persones, la mediana anual d'ingressos fiscals per persona era de 15.168 €.

### Activitats econòmiques
Dels 21 establiments que hi havia el 2007, 3 eren d'empreses alimentàries, 7 d'empreses de construcció, 3 d'empreses de comerç i reparació d'automòbils, 3 d'empreses de transport, 3 d'empreses d'hostatgeria i restauració i 2 d'empreses classificades com a «altres activitats de serveis».
Dels 8 establiments de servei als particulars que hi havia el 2009, 1 era una oficina de correu, 3 guixaires pintors, 1 fusteria, 2 electricistes i 1 perruqueria.
Dels 2 establiments comercials que hi havia el 2009, 1 era una botiga de menys de 120 m² i 1 una fleca.
L'any 2000 a Laqueuille hi havia 39 explotacions agrícoles que ocupaven un total de 1.898 hectàrees.

## Equipaments sanitaris i escolars
El 2009 hi havia una escola elemental.

## Poblacions més properes
El següent diagrama mostra les poblacions més properes.